# Фігурне катання на зимових Олімпійських іграх 1924
Змагання з фігурного катання на Зимових Олімпійських іграх 1924 проходили в трьох дисциплінах: чоловіче та жіноче одиночне катання та в парах. Змагання проходили з понеділка 28-го по четвер 31 січня 1924 року на Олімпійському стадіоні в Шамоні.
У Шамоні ковзанка була квадратною, а не прямокутною, як раніше, тому фігуристам приходилося адаптувати свої програми до неї.
Наймолодшим фігуристом на Олімпіаді-1924 була норвежка Соня Гені (11 років та 295 днів), а найстаршим — британець Герберт Кларк (44 роки та 294 днів).

## Календар
| • | Церемонія відкриття | • | Основна програма | • | Фінальні змагання | • | Церемонія закриття |

| січень/лютий              | 25 Пт | 26 Сб | 27 Нд | 28 Пн | 29 Вт | 30 Ср | 31 Чт | 1 Пт | 2 Сб | 3 Нд | 4 Пн | 5 Вт |
| ------------------------- | ----- | ----- | ----- | ----- | ----- | ----- | ----- | ---- | ---- | ---- | ---- | ---- |
| чоловіче одиночне катання |       |       |       |       | •     | •     |       |      |      |      |      |      |
| жіноче одиночне катання   |       |       |       | •     | •     |       |       |      |      |      |      |      |
| парне катання             |       |       |       |       |       |       | •     |      |      |      |      |      |
| церемонії                 | •     |       |       |       |       |       |       |      |      |      |      | •    |

## Країни-учасниці
У змаганні брало участь 29 фігуристів (16 чоловіків та 13 жінок) з 11 країн (10/8).
- Австрія (4: чоловіків — 2; жінок — 2)
- Бельгія (3: чоловіків — 2; жінок — 1)
- Канада (2: чоловіків — 1; жінок — 1)
- Чехословаччина (1: чоловіків — 1; жінок — 0)
- Фінляндія (2: чоловіків — 1; жінок — 1)
- Франція (5: чоловіків — 3; жінок — 2)
- Велика Британія (6: чоловіків — 3; жінок — 3)
- Норвегія (1: чоловіків — 0; жінок — 1)
- Швеція (1: чоловіків — 1; жінок — 0)
- Швейцарія (1: чоловіків — 1; жінок — 0)
- США (3: чоловіків — 1; жінок — 2)

## Медальний залік

### Таблиця
| Місце | Країна          | Золото | Срібло | Бронза | Загалом |
| ----- | --------------- | ------ | ------ | ------ | ------- |
| 1     | Швеція          | 2      | 1      | 0      | 3       |
| 2     | Фінляндія       | 1      | 0      | 0      | 1       |
| 3     | Швейцарія       | 0      | 2      | 1      | 3       |
| 4     | Велика Британія | 0      | 0      | 1      | 1       |
| 4     | США             | 0      | 0      | 1      | 1       |

### Медалісти
| Дисципліна                | Золото                                       | Срібло                                           | Бронза                              |
| ------------------------- | -------------------------------------------- | ------------------------------------------------ | ----------------------------------- |
| чоловіче одиночне катання | Гілліс Графстрем · Швеція                    | Віллі Бекль · Австрія                            | Жорж Гаучі · Швейцарія              |
| жіноче одиночне катання   | Герма Планк-Сабо · Австрія                   | Беатрікс Лоран · США                             | Етель Макельт · Велика Британія     |
| парне катання             | Гелене Енгельманн · Альфред Бергер · Австрія | Людовіка Якобссон · Вальтер Якобссон · Фінляндія | Андре Брюне · П'єрр Брюне · Франція |